# 小蟪蛄
小蟪蛄（学名：Platypleura takasagona），體型較小且體色較淡，與蟪蛄類似，公蟲體長約16—18（0.63—0.71英寸），母蟲體長約17—18（0.67—0.71英寸），成蟲每年4－8月間出沒，常見於相思樹、樟樹與楓香等。

## 分布
臺灣中低海拔山區。